# Uruguays damlandslag i handboll
Uruguays damlandslag i handboll representerar Uruguay i handboll på damsidan.
Laget deltog i världsmästerskapet 1997, 2001,, 2003, 2005 och 2011. De tog brons i Panamerikanska spelen 2003. 